# Бялобжеги
Бялобжѐги (на полски: Białobrzegi) е град в Централна Полша, Мазовско войводство. Административен център е на Бялобжегски окръг, както и на градско-селската Бялобжегска община. Заема площ от 7,51 км2. Към 2011 година населението му възлиза на 7 294 души.